# Убить Гюнтера
«Убить Гюнтера» (англ. Killing Gunther) — комедийный боевик 2017 года режиссёра и сценариста Тарана Киллэма в его режиссёрском дебюте. Фильм транслировался видео по запросу 22 сентября 2017 года. Фильм вышел в США в ограниченном числе кинотеатров 20 октября 2017 года.

## Сюжет
В мире профессиональных убийц существует свой рейтинг, и на его вершине находится некто Гюнтер. Никто не знает, как он выглядит, и где его найти, но совершенно точно известно, что с ним лучше не связываться. Киллер Блейк решает поправить иерархию и любой ценой уничтожить легендарного Гюнтера, для чего собирает команду наёмников со всего света — хакера, взрывника, дочь террориста, безбашенных близнецов из России, китайского специалиста по ядам и даже убийцу с бионической рукой.

## В ролях
| Актёр                | Роль                                             |
| -------------------- | ------------------------------------------------ |
| Арнольд Шварценеггер | Гюнтер, лучший киллер в мире                     |
| Таран Киллэм         | Блейк, киллер                                    |
| Ханна Симон          | Санаа, дочь террориста                           |
| Коби Смолдерс        | Лиза, бывший киллер                              |
| Бобби Мойнахан       | Донни, взрывник                                  |
| Питер Келамис        | Рахмат, отец Санаа                               |
| Аарон Ю              | Йонг, китайский специалист по ядам               |
| Пол Бриттейн         | Гейб, хакер                                      |
| Амир Талаи           | Иззат, убийца с бионической рукой                |
| Райан Гол            | Барольд, один из безбашенных близнецов из России |
| Эллисон Толман       | Миа, одна из безбашенных близнецов из России     |

## Производство
Фильм впервые был анонсирован на Каннском кинофестивале в 2016 году, первоначально под названием «Зачем мы убиваем Гюнтера» (англ. Why We're Killing Gunther). Съёмки начались в Ванкувере, Британская Колумбия в июле 2016 года. После того, как дистрибьютор Saban Films приобрёл права на фильм, название фильма сменилось на «Убить Гюнтера», с датой выхода 20 октября 2017 года.